# 牛深市立大島小中学校
牛深市立大島小中学校（うしぶかしりつうしましょうちゅうがっこう）は熊本県牛深市（現・天草市）にあった公立小中学校。

## 沿革
- 1900年（明治33年） - 大島に仮分教室設置
- 1904年（明治37年） - 日露戦争開戦により一時閉鎖
- 1906年（明治39年） - 牛深尋常小学校大島分教場と改称
- 1908年（明治41年） - 牛深尋常高等小学校大島分教場と改称
- 1941年（昭和16年）4月1日 - 牛深国民学校大島分教場と改称
- 1947年（昭和22年）4月1日 - 牛深中大島分校開校に伴い、牛深町立牛深小中学校大島分校と改称。
- 1954年（昭和29年）7月1日 - 牛深市立牛深小中学校大島分校と改称。
- 1963年（昭和38年） - 牛深小学校、牛深中学校からそれぞれ独立し、牛深市立大島小中学校となる。
- 1975年（昭和50年） - 牛深小学校、牛深中学校へ統合。

## 学校周辺
- 天草灘